# Ixora pavetta
Ixora pavetta là một loài thực vật thuộc chi Trang trong họ Thiến thảo. Loài cây này phân bố ở Nam Á.